# فرنسيس س. ويلان
فرنسيس س. ويلان (بالإنجليزية: Francis C. Whelan)‏ هو محامي وقاضي أمريكي، ولد في 11 ديسمبر 1907 في أونيل في الولايات المتحدة، وتوفي في 22 أغسطس 1991 في بالم ديسيرت في الولايات المتحدة.